# Hospital de Pelegrins de Sant Pere de Rodes
Hospital de Pelegrins de Sant Pere de Rodes és un edifici del municipi del Port de la Selva inclòs en l'Inventari del Patrimoni Arquitectònic de Catalunya.

## Descripció
Situat al sud-oest de la població del Port de la Selva, al vessant de llevant de la muntanya de la Verdera, dins la serra de Rodes i prop de les ruïnes del poblat medieval de la Santa Creu de Rodes i del castell de Sant Salvador de Verdera. L'edifici està separat del conjunt monàstic uns cinquanta metres aproximadament damunt la Font dels Monjos.
Edifici aïllat de planta rectangular i petites dimensions construït en un terreny en pendent, cosa que fa que estigui distribuït en planta baixa més mitja planta més. La façana principal, orientada a llevant, presenta una porta d'accés d'arc de ferradura amb els muntants lleugerament avançats. La coberta ha estat rehabilitada així com d'altres parts del parament, tot i que es conserven diverses filades en opus spicatum genuïnes als murs de llevant i ponent.
La resta de la construcció és bastida amb pedres desbastades de granit disposades en filades regulars.

## Història
Es tracta d'una edificació del segle xi relacionada amb el monestir de Sant Pere de Rodes com a centre de pelegrinatge. L'any 1088, el Papa Urbà II concedí una butlla que autoritzava la celebració de la festa del jubileu cada any que el dia 3 de maig coincidís amb divendres. Aquest edifici era un refugi pels pelegrins on hi podien fer nit.